# مانويل غارسيا رولفو
مانويل غارسيا رولفو (مواليد 25 فبراير 1981) هو ممثل مكسيكي، أشتهر بدوره في فيلم كعكة.

## وصلات خارجية
- مانويل غارسيا رولفو على موقع IMDb (الإنجليزية)
- مانويل غارسيا رولفو على موقع ألو سيني (الفرنسية)
- مانويل غارسيا رولفو على موقع قاعدة بيانات الفيلم (الإنجليزية)